# Паула Гарсес
Паула Гарсес (англ. Paula Garcés; 20 березня 1974, Медельїн, Колумбія) — американська актриса. Найбільш відома за роллю Марії Перес в фільмах серії Гарольд і Кумар (2004-теперішній час).

## Біографія
Паула Гарсес народилася 20 березня 1974 року в Медельїні, Колумбія. Її батько був рибалкою, а її мати шкільною вчителькою. У ранньому віці Паула переїхала в Гарлем, США.

## Кар'єра
Паула дебютувала в комедії Тусуюсь зі своїми. У 2003 році вона також знялася в хіп-хоп комедії Річарда Бенджаміна Марсі Ікс разом з Лізою Кудроу і Деймоном Веянсом, а в 2004 році у фільмі Блондинка в шоколаді разом з Періс Гілтон і Саймоном Рексом. Так само Паула була гостем в серіалі C.S.I.: Місце злочину Маямі.
У 2004 році Паула Гарсес з'явилася у фільмі Гарольд і Кумар відриваються і його продовженнях Гарольд і Кумар: Втеча з Гуантанамо (2008) і Різдво Гарольда і Кумара  (2011) в ролі коханої героя Джона Чо.
Паула Гарсес знялася в американо-канадському науково-фантастичному серіалі Тяжінню всупереч в ролі пілота посадкового модуля.
У 2009 році Паула знялася разом з Аморі Ноласко в кліпі до пісні Imagínate дуету Wisin & Yandel і репера T-Pain.

## Особисте життя
У 1990-х роках Паула була у фактичному шлюбі з якимось чоловіком на прізвище Мехоні. У колишньої пари є дочка — Скай Мехоні (нар. 1992).
З 2002 року Паула одружена з Антоніо Ернандес. У подружжя є син — Антоніо Андрес Ернандес-молодший (нар. 20.11.2013). До народження Антоніо-молодшого Гарсес двічі перенесла викидень.

## Фільмографія
| Рік         |   | Українська назва                    | Оригінальна назва                         | Роль                  |
| ----------- | - | ----------------------------------- | ----------------------------------------- | --------------------- |
| 1991        | ф | Тусуюсь зі своїми                   | Hangin 'with the Homeboys                 | Джекі Ньютон          |
| 1993        | ф |                                     | Life with Mikey                           | Дженіс                |
| 1995        | ф | Небезпечні думки                    | Dangerous Minds                           | Алвина                |
| 2002        | ф | Ті, що зупинили час                 | Clockstoppers                             | Франсеска де ла Крус  |
| 2003        | ф | Станційний доглядач                 | The Station Agent                         | Касир                 |
| 2003        | ф | Марсі Ікс                           | Йоланда Кіньонес                          |                       |
| 2004        | с | C.S.I.: Місце злочину Маямі         | CSI: Miami                                | Кармен Абрегон        |
| 2004        | ф | Гарольд і Кумар відриваються        | Harold & Kumar Go to White Castle         | Марія Перес           |
| 2005        | ф | Крутий і курчата                    | Man of the House                          | Тереса                |
| 2006 — 2008 | с | Щит                                 | The Shield                                | Тіна Ханлон           |
| 2006        | ф | Блондинка в шоколаді                | National Lampoon's Pledge This!           | Глорія                |
| 2007        | с | C.S.I.: Місце злочину Маямі         | CSI: Miami                                | Анна Сіварро          |
| 2008        | с | Лицар доріг                         | Knight Rider 2008                         | Келлі Хеддіган        |
| 2008        | ф | Гарольд і Кумар: Втеча з Гуантанамо | Harold & Kumar Escape from Guantanamo Bay | Марія Перес           |
| 2009        | с | Тяжінню всупереч                    | Defying Gravity                           | Паула Моралес         |
| 2010 — 2014 | с | Сховище 13                          | Warehouse 13                              | Доктор Келлі Ернандес |
| 2011        | с | Королі втечі                        | Breakout Kings                            | Деббі Меєрс           |
| 2011        | ф | Різдво Гарольда і Кумара            | A Very Harold & Kumar 3D Christmas        | Марія Перес           |
| 2013        | с | Елементарно                         | Elementary                                | Officer Paula Reyes   |
| 2013        | ф | Кімната служниці                    | The Maid's Room                           | Дрина                 |

## Ланки
- Паула Гарсес на сайті IMDb (англ.)